# A Chorus Line
A Chorus Line és un musical de Broadway, estrenat el 1975, sobre ballarins de Broadway en una audició per fer de coristes. El llibret va ser escrit per James Kirkwood, Jr. i Nicholas Dante, les lletres eren de Edward Kleban i la música de Marvin Hamlisch.
Amb 19 personatges principals, és situat en un escenari nu d'un teatre de Broaway, durant una audició per a un musical. El show deixa entreveure les personalitats dels actors i del coreògraf a mesura que descriu com van esdevenir ballarins.
La producció original de Broadway, dirigida i coreografiada per Michael Bennett, va ser un èxit de crítica i públic sense precedents, rebent 12 nominacions als Tonys, guanyant-ne 9, a més del Premi Pulitzer per Drama de 1976. Es representà en 6.137 funcions, convertint-se en la producció de més llarga durada de la història de Broadway en aquell moment. Actualment segueix sent l'espectacle de més llarga estada produït als Estats Units, i el cinquè entre els espectacles de Broadway. S'han realitzat produccions per tot el món i va reestrenar-se a Broadway el 2006.

## Història de la producció
El musical va crear-se a partir de moltes sessions de treball enregistrades amb ballarins de Broadway, coneguts com a "gypsies", incloent 8 que apareixerien al repartiment original. Les sessions eren inicialment dirigides pels ballarins Michon Peacock i Tony Stevens. La primera va tenir lloc al Nickolaus Exercise Center el 26 de gener de 1974. esperaven que podrien formar una companyia professional de ball per fer tallers per a ballarins de Broadway.
Michael Bennett va ser convidat a unir-se al grup inicialment com a observador, però ràpidament prengué el control dels procediments. Tot i que la participació de Bennett ha estat discutida, no hi ha cap mena de qüestió sobre l'autoria de Kirkwood i Dante. Als darrers anys, la seva demanda que A Chorus Line era idea seva resultà en diverses demandes. Durant les sessions de taller, diversos personatges serien escollits al final per a treballs al cor, resultant en una sorpresa genuïna entre el repartiment. Posteriors produccions, però, tenen els mateixos personatges aconseguint la feina. Marvin Hamlisch, que co-escriuria la partitura, recorda com en les primeres prèvies, el públic semblava que hi havia quelcom a la història que els desagradava. L'actriu Marsha Mason va dir a Bennet que Cassie (Donna McKechnie), que tot ho feia bé, hauria d'aconseguir ser triada i no ser rebutjada. Bennet ho modificà per tal que Cassie pogués guanyar el paper.

### La producció original
A Chorus Line s'estrenà a l'Off-Broadway el 15 d'abril de 1975 a The Public Theater ¸ però en aquells moments el Public no tenia prou diners per a finançar la producció. Van haver de demanar un préstec de $1,6 milions per produir-lo. Va ser dirigit i co-coreografiat per Bennett, juntament amb Bob Avian.
El treball previ havia fet que hi hagués tal demanda d'entrades que tota la producció original esgotà les localitats. El productor Joseph Papp traslladà la producció a Broadway, estrenant-se al Shubert Theatre el 25 de juliol de 1975, on es representà 6.137 funcions fins al 28 d'abril de 1990. El repartiment original de Broadway estava format per:
| Actor (en ordre alfabètic) | Paper    | Premis |
| -------------------------- | -------- | --- |
| Scott Allen                | Roy      | |
| Renee Baughman             | Kristine | |
| Kelly Bishop               | Sheila   | Premi Drama Desk a l'Actriu Més Destacada en un Musical (GUANYADORA) Premi Tony a la Millor Actriu de Repartiment de Musical (GUANYADORA) |
| Pamela Blair               | Val      | |
| Wayne Cilento              | Mike     | |
| Chuck Cissel               | Butch    | |
| Clive Clerk                | Larry    | |
| Kay Cole                   | Maggie   | |
| Ronald Dennis              | Richie   | |
| Donna Drake                | Trisha   | |
| Brandt Edwards             | Tom      | |
| Patricia Garland           | Judy     | |
| Carolyn Kirsch             | Lois     | |
| Ron Kuhlman                | Don      | |
| Nancy Lane                 | Bebe     | |
| Baayork Lee                | Connie   | |
| Priscilla Lopez            | Diana    | Premi Obie a la Millor Actriu (GUANYADORA Premi Tony a la Millor Actriu de Repartiment de Musical (nominada)                              |
| Robert LuPone              | Zach     | Premi Tony al Millor Actor de Repartiment de Musical (nominat)                                                                            |
| Cameron Mason              | Mark     | |
| Donna McKechnie            | Cassie   | Premi Drama Desk a l'Actiu Més Destacada de Musical (GUANYADORA) Premi Tony a la Millor Actriu Protagonista de Musical (GUANYADORA)       |
| Don Percassi               | Al       | |
| Michael Serrecchia         | Frank    | |
| Michel Stuart              | Greg     | |
| Thomas J. Walsh            | Bobby    | |
| Sammy Williams             | Paul     | Premi Obie al Millor Actor (GUANYADOR) Premi Tony al Millor Actor de Repartiment de Musical (GUANYADOR)                                   |
| Crissy Wilzak              | Vicki    | |

La producció va rebre 12 nominacions als Premis Tony, dels quals en guanyà 9: Millor Musical, Llibret de Musical, Partitura (Hamlisch i Kleban), Director, Coreografia, Actriu (McKechnie), Actor de Repartiment (Sammy Williams), Actriu de Repartiment (Bishop) i Il·luminació. A més, guanyà el Premi Pulitzer per Drama de 1976, un dels escassos musicals que han rebut aquest honor, i el Premi del Cercle de Crítics Teatrals de Nova York per la Millor Obra de la Temporada.
El 1976, diversos membres del repartiment original van anar a actuar a la producció de Los Angeles. Els papers buits van reomplir-se i l'obra va ser reanomenada com la "New" New York Company, que incloïa Ann Reinking, Sandahl Bergman, Christopher Chadman, Justin Ross (qui posteriorment apareixeria a la pel·lícula) i Barbara Luna.
En el moment de tancar, A Chorus Line era l'espectacle amb més representacions a Broadway, record que aguantà fins al 1997 quan va ser superat per Cats; i després per Les Misérables i The Phantom of the Opera el 2002. El 29 de setembre de 1983, Bennett i 330 veterans de A Chorus Line es reuniren per realitzar una funció de celebració del musical que havia esdevingut el musical americà de més llarga estada a Broadway. A Chorus Line generà $ 277 milions en entrades i va tenir 6,5 milions d'espectadors.
Des de la seva concepció va tenir un munt de produccions arreu del món, tant professionals com d'aficionats, sent una gran font d'ingressos per a The Public Theater.
El 1991, quatre dels cinc creadors originals havien mort: Bennett, Kirkwood i Dante de complicacions relatives a la SIDA, i Kleban d'un càncer.

### Produccions posteriors
Des de 1976 començaren a realitzar-se produccions pels Estats Units i internacionals.
El 1976 s'estrenà al Theatre Royal Drury Lane del West End londinenc, representant-se diversos anys. Jane Summerhays i Geraldine Gardner interpretaren a Sheila a la producció londinenca. La producció guanyà el Premi Laurence Olivier a Millor Musical de 1976, el primer any en què es concedien els premis.
El revival de Broadway s'estrenà al Gerald Schoenfeld Theater el 5 d'octubre del 2006, tancant el 17 d'agost del 2008 després de 759 funcions i 18 prèvies. Costà $$8 milions de dòlars, inversió que es recuperà en només 19 setmanes. La producció estava dirigida per Bob Avian, amb la coreografia refeta per Baayork Lee, que havia interpretat a Connie Wong a la producció original. El repartiment original incloïa a Paul McGill, Michael Berresse, Charlotte d'Amboise, Mara Davi, James T. Lane, Heather Parcells, Alisan Porter, Jason Tam, Jessica Lee Goldyn i Chryssie Whitehead. El 15 d'abril del 2008 Mario Lopez s'uní al repartiment com a  Zach. La producció rebé dues nominacions als Tony del 2007 per Actriu de Repartiment (Charlotte d'Amboise) i Revival. El contracte original de A Chorus Line preveia que els beneficis del show es compartissin amb els directors i ballarins que havien treballat als tallers originals. Però el contracte no especificava cap quantitat al revival del 2006; arribant-se a un acord al febrer del 2008.

### A Chorus Line – La pel·lícula
El 1985 s'estrenà una adaptació cinematogràfica, dirigida per Richard Attenborough i protagonitzada per Michael Douglas, que no va tenir gaire èxit. Com posteriorment Kelly Bishop, la Sheila original remarcà: va ser appalling quan el director Richard Attenborough va anar a un programa d'entrevistes i va dir "és una història sobre joves que intenten entrar al show-business". Gairebé llenço el televisor per la finestra; quin BRÈTOL! És sobre ballarins veterans que busquen un darrer treball abans que sigui massa tard per tornar a ballar. No m'estranya que la pel·lícula naufragués!

## Sinopsi
A una audició per a una nova producció de Broadway, el formidable director Zach i el seu coreògraf assistent Larry indiquen als ballarins els passos que han de fer. Tots els ballarins estan desesperats per treballar ("I Hope I Get It"). Després del primer tall, en queden 17. Zach els diu que busca un cos de ball potent de 4 nois i 4 noies. Vol aprendre més d'ells, i demana als ballarins que es presentin. Amb dubtes, els ballarins mostren els seus passats. Les històries generalment progressen cronològicament des de les primeres experiències de la vida per l'adultesa i fins al final de la carrera.
El primer candidat, Mike, explica que és el petit de 12 germans. Recorda la seva primera experiència amb el ball, mirant la classe de dansa de la seva germana quan era pre-escolar ("I Can Do That"). Mike va ocupar el seu lloc un dia que ella no va voler anar a classe. Bobby intenta amagar la infelicitat de la seva infància fent bromes. Mentre que parla, la resta de ballarins mostren la seva estranyesa pel procés d'audició i el debat arriba a Zach ("And ..."), però com que tots necessiten la feina, la sessió contínua.
Zach s'enfada quan veu que la Sheila no es pren l'audició seriosament. Obrint-se, explica que la seva mare es casà molt jove i el seu pare ni l'estima ni se'n preocupà mai. Quan tenia sis anys va adonar-se que el ballet li donava una sortida a la seva família infeliç ("At the Ballet"), com li passà a Bebe i a Maggie. Kristine és sorda de to, i es lamenta que mai no pot cantar ("Sing!"), interrompuda pel seu marit Al, que acaba les seves frases a to.
Mark, el més jove dels ballarins, relata les seves primeres experiències amb fotos de l'anatomia femenina i el seu primer somni humit, mentre que altres ballarins comparteixen records d'adolescència ("Hello Twelve, Hello Thirteen, Hello Love"). Greg parla sobre el descobriment de la seva homosexualitat, i Diana recorda la seva horrible classe de drama a la universitat ("Nothing"). Don recorda el seu primer treball a un nightclub, Richie explica com gairebé va acabar sent professor a una llar d'infants, Judy parla sobre la seva problemàtica infantesa, i la baixeta Connie es lamenta dels problemes de la seva curta estatura. Finalment, la asiliconada Val explica que el talent no ho és tot per als directors de càsting, i que la cirurgia plàstica pot ajudar realment ("Dance: Ten; Looks: Three [Tits and Ass]").
Els ballarins baixen per aprendre una cançó per a la nova secció de l'audició, però Cassie es queda a escena per parlar amb Zach. És una ballarina veterana que ha tingut diversos èxits com a solista. Anteriorment havien tingut una història junts: Zach l'havia triat en un càsting anterior, i van acabar vivint junts diversos anys. Zach diu a Cassie que és massa bona pel cor i que no hauria d'estar a l'audició; però ella no pot trobar feina com a solista i vol tornar a casa al cor, on pot expressar la seva passió per la dansa ("The Music and the Mirror"). Zach l'envia a baix perquè aprengui la combinació de dansa.
Zach crida a Paul a escena, i emocionat recorda la seva infantesa i la seva experiència a l'institut, els inicis de la seva carrera com a drag, la seva virilitat i la seva homosexualitat, i la reacció dels seus pares al descobrir el seu estil de vida. Paul s'ensorra i és confortat per Zach. La complexa relació entre Zach i Cassie torna a sorgir durant es prepara el número creat pel show ("One"). Zach s'enfronta a Cassie, creient que ella està ballant malament, i repeteixen el que feien malament a la seva relació i a la seva carrera. Zach senyala el ball apersonal de la resta del repartiment: la resta de ballarins que estan barrejats i que segurament mai no seran reconeguts individualment. Cassie defensa als ballarins i replica: jo seré corista, si tu m'agafes!.
Durant una seqüència de tap, Paul cau i es fa mal al genoll. Després que Paul sigui portat a l'hospital, tots es mostren desanimats, car les seves carreres també poden acabar en un moment. Zach els pregunta a la resta de ballarins sobre què faran si no poden ballar més. El que sigui, repliquen, podran lamentar-ho ("What I Did for Love") Finalment, els 8 ballarins són triats: Mike, Cassie, Bobby, Judy, Richie, Val, Mark i Diana.
"One" (reprise/finale) comença amb un comiat individual per a cadascun dels 19 personatges, la seva roba vella d'assaig és substituïda per vestits daurats amb lluentons idèntics. A mesura que cada ballarí s'uneix al grup, cada cop és més difícil distingir-lo dels altres: irònicament, cada personatge que era un individu al públic sembla ara un membre anònim d'un cor sense final.

## Números musicals
- "I Hope I Get It" – Zach, Tricia, Paul i Companyia
- "I Can Do That" – Mike
- "And..." – Bobby, Richie, Val i Judy
- "At the Ballet" – Sheila, Bebe i Maggie
- "Sing!" – Kristine, Al i Companyia
- "Montage Part 1: Hello Twelve, Hello Thirteen, Hello Love" – Mark, Connie i Companyia
- "Montage Part 2: Nothing" – Diana
- "Montage Part 3: Mother" – Don, Judy, Maggie i Companyia
- "Montage Part 4: Gimme the Ball" – Greg, Richie i Companyia
- "Dance: Ten; Looks: Three" – Val
- "The Music and the Mirror" – Cassie
- "One" – Companyia
- "The Tap Combination" – Companyia
- "What I Did for Love" – Diana i Companyia
- "One" (Reprise) – Companyia

## Personatges
- Zach, l'impetuós i exitós director que porta l'audició.[17]
- Larry, el seu assistent.

Els que passen a l'Audició:
- Don Kerr, un home casat que va treballar un cop a strip club.
- Maggie Winslow, una dona dolça que va créixer a una llar trencada.
- Mike Costa, un ballarí agressiu que va aprendre tap molt jove.
- Connie Wong, una xinesa-americana molt baixeta que sembla molt jove.
- Greg Gardner, un descarat gay jueu que explica la seva primera experiència amb una dona.
- Cassie Ferguson, abans ballarina en solitari d'èxit ja en davallada i antiga amant de Zach.
- Sheila Bryant, una ballarina sexy i d'edat que explica la seva infància infeliç.
- Bobby Mills, millor amic de Sheila, que se'n riu sobre la seva estada a la conservadora Buffalo, New York.
- Bebe Benzenheimer, una jove ballarina que només se sent maca quan balla.
- Judy Turner, una ballarina alta, desgarvada i peculiar.
- Richie Walters, un negre entusiasta que va planejar ser professor a una llar d'infants.
- Al DeLuca, un italoamericà que té cura de la seva esposa.
- Kristine Urich (DeLuca), esposa d'Al, que no pot cantar.
- Val Clark, una ballarina excel·lent que no podia aconseguir feina pel seu aspecte fins que es va operar
- Mark Anthony, el més jove de tots, que recorda quan li va dir al seu confessor que creia que tenia gonorrea.
- Paul San Marco, un gay portorriqueny que va marxar de la universitat i patí una infància problemàtica.
- Diana Morales, amiga de Paul, una altra portorriquenya que va ser menystinguda pels seus professors.

Ballarins expulsats:
- Tricia, que té un breu solo vocal.
- Vicki, que mai no va estudiar ballet.
- Lois, que balla com una ballarina.
- Roy, que no pot tenir els braços rectes.
- Butch, que mostra actituds a l'audició.
- Tom, an all-American jock.
- Frank, que es mira els peus quan balla.

## Premis i nominacions

### Producció original de l'Off-Broadway
| Any  | Premi      | Categoria      | Nominació                                                       | Resultat  |
| ---- | ---------- | -------------- | --------------------------------------------------------------- | --------- |
| 1976 | Premi Obie | Millor Actor   | Sammy Williams                                                  | GUANYADOR |
| 1976 | Premi Obie | Millor Actriu  | Priscilla Lopez                                                 | GUANYADOR |
| 1976 | Premi Obie | Premi Especial | Marvin Hamlisch, Edward Kleban, James Kirkwood i Nicholas Dante | GUANYADOR |

### Producció original de Broadway
| Any  | Premi                                                 | Categoria                               | Nominació                                | Resultat   |
| ---- | ----------------------------------------------------- | --------------------------------------- | ---------------------------------------- | ---------- |
| 1975 | Premi del Cercle dels Crítics Teatrals de Nova York   | Millor Musical                          | Millor Musical                           | GUANYADOR  |
| 1976 | Premi Drama Desk                                      | Musical Més Destacat                    | Musical Més Destacat                     | GUANYADOR  |
| 1976 | Premi Drama Desk                                      | Llibret de Musical                      | James Kirkwood, Jr. i Nicholas Dante     | GUANYADOR  |
| 1976 | Premi Drama Desk                                      | Actriu de Musical Més Destacada         | Kelly Bishop                             | GUANYADORA |
| 1976 | Premi Drama Desk                                      | Actriu de Musical Més Destacada         | Donna McKechnie                          | GUANYADORA |
| 1976 | Premi Drama Desk                                      | Director de Musical Més Destacat        | Michael Bennett                          | GUANYADOR  |
| 1976 | Premi Drama Desk                                      | Coreografia Més Destacada               | Michael Bennett and Bob Avian            | GUANYADOR  |
| 1976 | Premi Drama Desk                                      | Música Més Destacada                    | Marvin Hamlisch                          | GUANYADOR  |
| 1976 | Premi Drama Desk                                      | Lletres Més Destacades                  | Edward Kleban                            | GUANYADOR  |
| 1976 | Premi del Cercle dels Crítics Teatrals de Los Angeles | Millor Musical                          | Millor Musical                           | GUANYADOR  |
| 1976 | Premi del Cercle dels Crítics Teatrals de Los Angeles | Millor Llibret de Musical               | James Kirkwood, Jr. i Nicholas Dante     | GUANYADOR  |
| 1976 | Premi del Cercle dels Crítics Teatrals de Los Angeles | Millor Direcció                         | Michael Bennett                          | GUANYADOR  |
| 1976 | Premi del Cercle dels Crítics Teatrals de Los Angeles | Millor Coreografia                      | Michael Bennett                          | GUANYADOR  |
| 1976 | Premi del Cercle dels Crítics Teatrals de Los Angeles | Millor Il·luminació                     | Tharon Musser                            | GUANYADOR  |
| 1976 | Premi Pulitzer de Teatre                              | Premi Pulitzer de Teatre                | Premi Pulitzer de Teatre                 | GUANYADOR  |
| 1976 | Premi Theatre World                                   | Special Award                           | Special Award                            | GUANYADOR  |
| 1976 | Premi Tony                                            | Millor Musical                          | Millor Musical                           | GUANYADOR  |
| 1976 | Premi Tony                                            | Millor Llibret de Musical               | James Kirkwood i Nicholas Dante          | GUANYADOR  |
| 1976 | Premi Tony                                            | Millor Actriu Protagonista de Musical   | Donna McKechnie                          | GUANYADORA |
| 1976 | Premi Tony                                            | Millor Actor de Repartiment de Musical  | Sammy Williams                           | GUANYADOR  |
| 1976 | Premi Tony                                            | Millor Actor de Repartiment de Musical  | Robert LuPone                            | Nominat    |
| 1976 | Premi Tony                                            | Millor Actriu de Repartiment de Musical | Kelly Bishop                             | GUANYADOR  |
| 1976 | Premi Tony                                            | Millor Actriu de Repartiment de Musical | Priscilla Lopez                          | Nominada   |
| 1976 | Premi Tony                                            | Millor Partitura                        | Marvin Hamlisch i Edward Kleban          | GUANYADOR  |
| 1976 | Premi Tony                                            | Millor Direcció de Musical              | Michael Bennett                          | GUANYADOR  |
| 1976 | Premi Tony                                            | Millor Coreografia                      | Michael Bennett i Bob Avian              | GUANYADOR  |
| 1976 | Premi Tony                                            | Millor Vestuari de Musical              | Theoni V. Aldredge                       | Nominat    |
| 1976 | Premi Tony                                            | Millor Il·luminació de Musical          | Tharon Musser                            | GUANYADOR  |
| 1978 | Disc d'Or de Columbia Records                         | Disc d'Or de Columbia Records           | Disc d'Or de Columbia Records            | GUANYADOR  |
| 1984 | Premi Tony                                            | Especial                                | Musical de Broadway de Més Llarga Durada | GUANYADOR  |

### Producció original de Londres
| Any  | Premi                  | Categoria      | Nominació      | Resultat  |
| ---- | ---------------------- | -------------- | -------------- | --------- |
| 1976 | Premi Laurence Olivier | Millor Musical | Millor Musical | GUANYADOR |
| 1977 | Premi Evening Standard | Millor Musical | Millor Musical | GUANYADOR |

### Revival de Broadway 2006
| Any  | Premi      | Categoria                                  | Nominació                 | Resultat |
| ---- | ---------- | ------------------------------------------ | ------------------------- | -------- |
| 2007 | Premi Tony | Millor Revival de Musical                  | Millor Revival de Musical | Nominat  |
| 2007 | Premi Tony | la Millor Actriu de Repartiment de Musical | Charlotte d'Amboise       | Nominat  |

## En altres mitjans
El 1990, Baayork Lee i Thommie Walsh, membres del repartiment original, col·laboraren amb Robert Viagas en el llibre On the Line: The Creation of A Chorus Line, amb històries de l'origen i evolució del musical i que inclou entrevistes amb tot el repartiment original.
El 1990, Visa llançà una campanya de markèting basada en A Chorus Line mentre que estava de gira pels Estats Units. La promoció incloïa anuncis a televisió del musical i les vendes anticipades pel show només podien carregar-se en targetes VISA. Visa pagà $500.000 per la promoció.
També el 1990, gran part del repartiment original es reuní per realitzar seleccions del musical, així com per xerrar sobre ell al programa d'entrevistes Donahue. Aquesta actuació va ser per publicitar el final del show, car estava a punt de tancar a Broadway. El punt màxim de l'actuació va ser un emotiu "At The Ballet", interpretat per Kelly Bishop, Kay Cole i Nancy Lane, que va fer plorar als seus companys. Un dels altres punts principals va ser la comicitat de "Dance: Ten, Looks: Three (Tits and Ass)", interpretat per Pamela Blair. Renee Baughman va ser l'única membre del repartiment original que no va poder assistir a causa de la malaltia del seu pare.
Michael Bennett i Ed Kleban van ser retratats al musical A Class Act del 2001, una ficció sobre la vida de Kleban usant alguna de les seves cançons no publicades.
James D. Stern i Adam Del Deo van produir i dirigir el documental sobre el musical Every Little Step, que inclou material d'arxiu de Michael Bennett i entrevistes amb Marvin Hamlisch, Bob Avian, Frank Rich (antic crític teatral del New York Times), i els membres del repartiment original Donna McKechnie i Baayork Lee. A més inclou algunes de les cintes enregistrades a les primeres sessions de treball i mostra imatges de les audicions, els assaigs i actuacions de la producció original de 1975 i del revival del 2006. La producció del documental començà el 2005 quan 3.000 hopefuls van arribar el primer dia d'audicions del revival. S'estrenà al Festival Internacional de Cinema de Toronto al setembre de 2008 i va ser estrenat al Japó com Broadway Broadway. A l'abril del 2009 es projectà als Estats Units.
El 2009 es va fer servir música de la partitura a l'episodi Brown Betty de la sèrie de televisió Fringe; també aquell any va aparèixer a la pel·lícula Land of the Lost, protagonitzada per Will Farrel, Danny McBride i Anna Friel.
La cançó "What I Did for Love" ha estat enregistrada per Aretha Franklin a "Sweet Passion" (1977), Petula Clark, i més recentment per Lea Michele al primer episodi de la 2a temporada de Glee. En un altre episodi de la mateixa temporada, Jenna Ushkowitz i Harry Shum, Jr. van cantar Sing!, tot i que amb els rols intercanviats.